# Byzantská válečná taktika

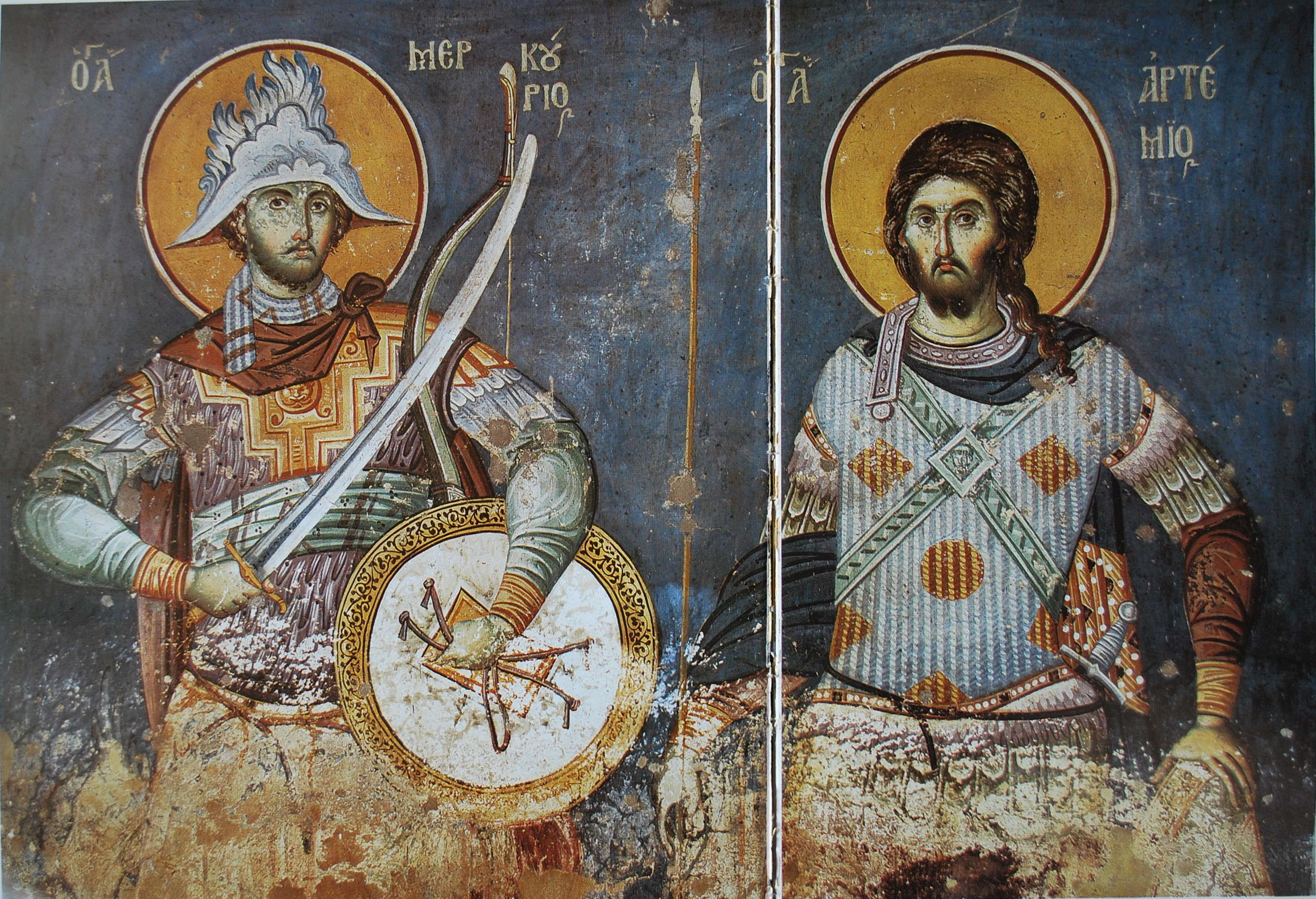
Obraz světců Merkuria a Artemia z Antiochie s detailně zachyceným byzantským brněním

Byzantská armáda se vyvinula z armády pozdně římské. Používaným jazykem zůstala latina, i když byla především od šestého století postupně nahrazována řečtinou, která se stala oficiálním jazykem říše. Oproti římské armádě však byla byzantská mnohem sofistikovanější z hlediska organizace, strategie i taktiky. Na rozdíl od římských legií byla stěžejní složkou těžká jízda – katafraktové –, která se vyvinula z pozdně římských Clibanarii. Pěchota byla stále používána, ale spíše jako základ, který umožňoval manévrování a útok katafraktů, nebo ve vyloženě podpůrných rolích. Páteř pěchoty tvořili skutatoi (štítonoši), vybavení kromě štítu také těžkým brněním, kopím a sekerou nebo mečem. Později přibyla další významná složka pěchoty – kontarioi – vyzbrojení 4–5metrovým kopím kontus, které vzniklo protažením a pěchotním přizpůsobením kopí perských katafraktů. Zbytek pěchoty (lehká pěchota a pěší lučištníci) byl organizován do psiloi a toxotai (nezahrnují se žoldáci a nepravidelné síly). Pěchota typicky dostávala výcvik srovnatelný s legionáři, ale přibyl také trénink lukostřelby.

## Historie struktury

Jak se měnily hranice, tak se měnila i struktura armády

V průběhu dlouhého a členitého vývoje byla byzantská armáda mnohokrát reformována a reorganizována. Jedinou konstantu představovala vysoká úroveň profesionality a strukturovanosti. I tak se ale podle struktury dají odlišit tři základní období: východořímské, thematické a tagmatické.
Bezprostředně po pádu Západořímské říše byla východořímská armáda prostě jen východní, přeživší složka pozdní římské armády. I přes prakticky totožnou strukturu (např. limitanei a comitatenses – hraniční a expediční sbory) se přece jen lišila v několika věcech: měla více jízdy celkově, a to především těžké jízdy, více lučištníků a méně Foederati (neřímských vojáků vázaných speciální smlouvou foedes). Právě tyto faktory mohly přispět k přežití východní části říše. S takovým vojskem dokázali generálové Belisarius a Narses znovu dobýt podstatnou část bývalé Západořímské říše. Jejich úspěch byl také dílem císaře Justiniána, který revitalizoval celý systém a pod jehož vládou dosáhla Byzanc největšího územního rozsahu. Později, za císaře Herakleia, byla definitivně poražena Sásánovská Persie.

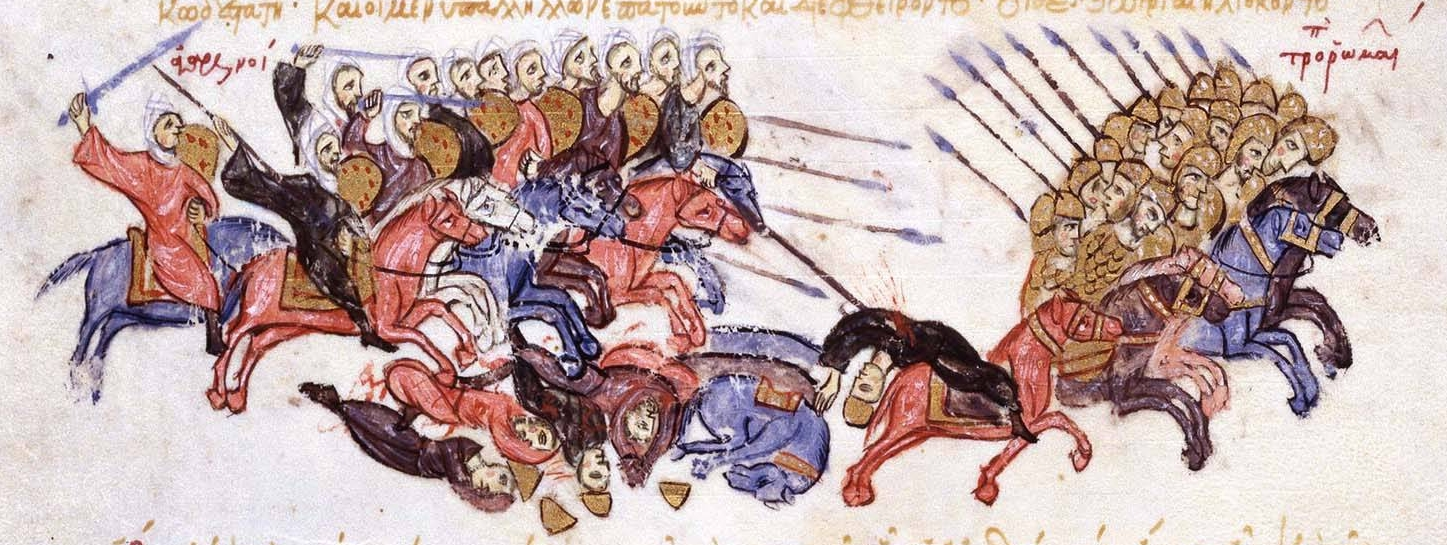
Arabové obrací Byzantince na útěk, Skyllitzes Matritensis Ioanna Skylitza

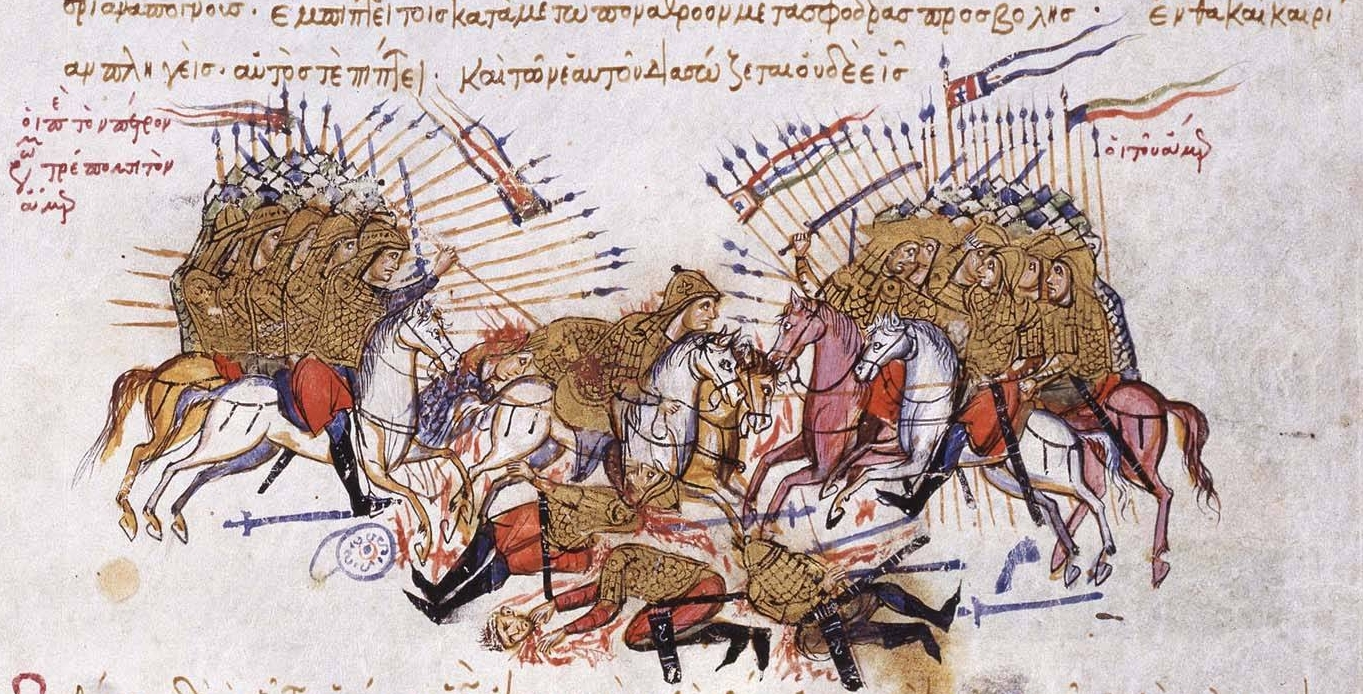
Bitva mezi Byzantinci a Saracény, Madrid Skylitzes Ioanna Skylitza

Avšak ještě za Heracliovy vlády se objevila nová, možná ještě vážnější hrozba – muslimští Arabové (pod Rášidským a Umajjovským chalífátem). Povzbuzeni novým náboženstvím (vyžadujícím podrobení světa nebo alespoň přeměnu na dár al-Islám – dům islámu) a hnáni stále silnou kmenovou válečnickou mentalitou, tito nájezdníci se rychle zmocnili některých nejbohatších regionů Byzance, především Egypta, Levanty a Sýrie. Takto ohrožená samotná existence impéria přiměla Heraclia a jeho nástupce v sedmém století k reformě armády, která měla zajistit efektivnější ochranu hlavně pro anatolskou hranici. Výsledkem byl systém themes (1p. sg. thema) – vojensko-administrativních jednotek, v jejichž čele stál vojenský velitel Strategos.
Každá thema ve smyslu administrativního okrsku musela mít trvale k dispozici themu ve smyslu jednotky vojáků o asi 9600 mužích. Tyto jednotky nebyly stacionární a v případě potřeby se mohly přesouvat na místo nejtěžšího útoku nebo se spojit a vytvořit expediční sbor pro ofenzivní akce. Tímto systémem se Byzantská armáda definitivně oddělila od Římské a vznikla struktura úplně nová, což souvisí i se zavedením řečtiny jako oficiálního jazyka říše v rámci Heracliových reforem, i když v armádě se nadále používala i latina. Systém themes se ukázal dostatečně odolný i flexibilní a byl používán až do konce jedenáctého století. Byzanci pomohl přežít útoky Avarů, Bulharů, Slovanů i Vikingů (Varjagů/Varangianů) a některá území se podařilo získat nazpět.
Kromě themes v provinciích měla i Konstantinopol sama svou vlastní jednotku – tagmata (1.p. sg. Tagma, používáno v množném čísle). Tagmata byly nejprve soukromé jednotky císaře (např. osobní stráž) a jednotky na obranu Konstantinopole o velikosti praporu (cca 1000 mužů), s postupem času však byly rozšířeny až na cca 4000 mužů. Společně s jejich rostoucím počtem a vlivem se pojem Tagmata stal synonymní s centrální armádou.
Úpadek systému themes byl pozvolný, stejně jako zmenšující se lidské i finanční kapacity říše. V kombinaci s povstáními strategoi došlo i k cílenému potlačování vlivu themes, protože císaři se obávali převratů a místo podpory themes posilovali roli tagmata. Posledním hřebíčkem do rakve byl debakl u Mantzikertu a následná invaze seldžuckých Turků, kdy Byzanc přišla s Anatolií o většinu themes i další cenné zdroje.
Císař Alexios Komnenos restrukturoval armádu okolo tagmat, z nichž jen některé čekalo umístění do provincií, zatímco většina se v dobách míru zdržovala v Konstantinopoli. Tímto dostala tagmata třetí význam: obecná jednotka armády. Tagmatická armáda pak sloužila až do definitivního konce v roce 1453, čímž svou dobou existence předčila mnohé celé říše. Poslední systém přežil dokonce i praktické zničení v roce 1204 během čtvrté křížové výpravy. Právě od dob křížových výprav se obzvláště vybavení a vnitřní fungování čím dál více blížilo standardním západním armádám spíše než jejich řeckým a římským předchůdcům.

## Pěchota

### Typy a vybavení

#### Skutatoi

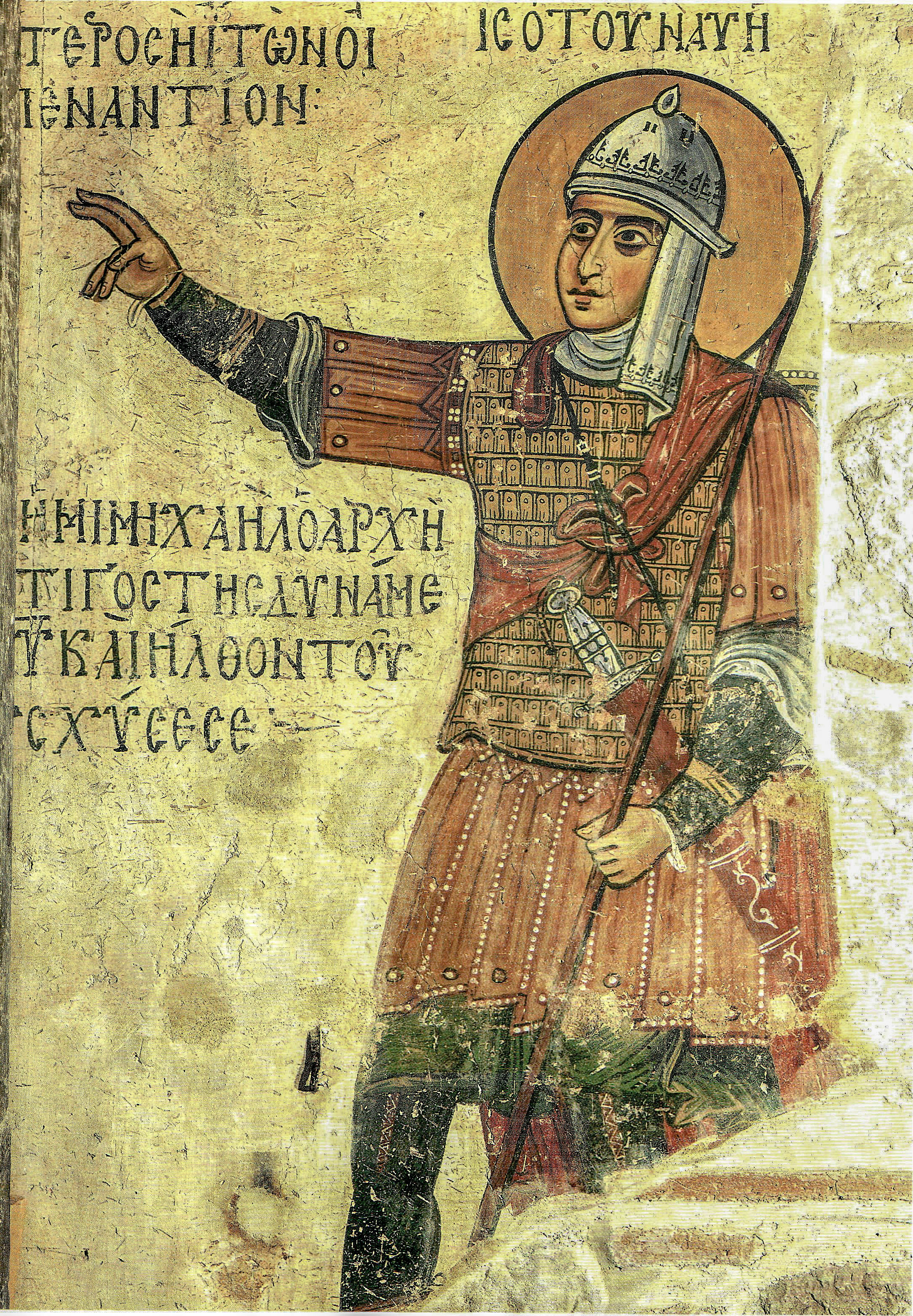
Freska Jozua ze dvanáctého století z kláštera Hossios Loukas. Zobrazuje typické vybavení byzantského těžkooděnce – helmu, lamelární kyrys klivanion s pteruges, kopí kontarion a meč spathion.

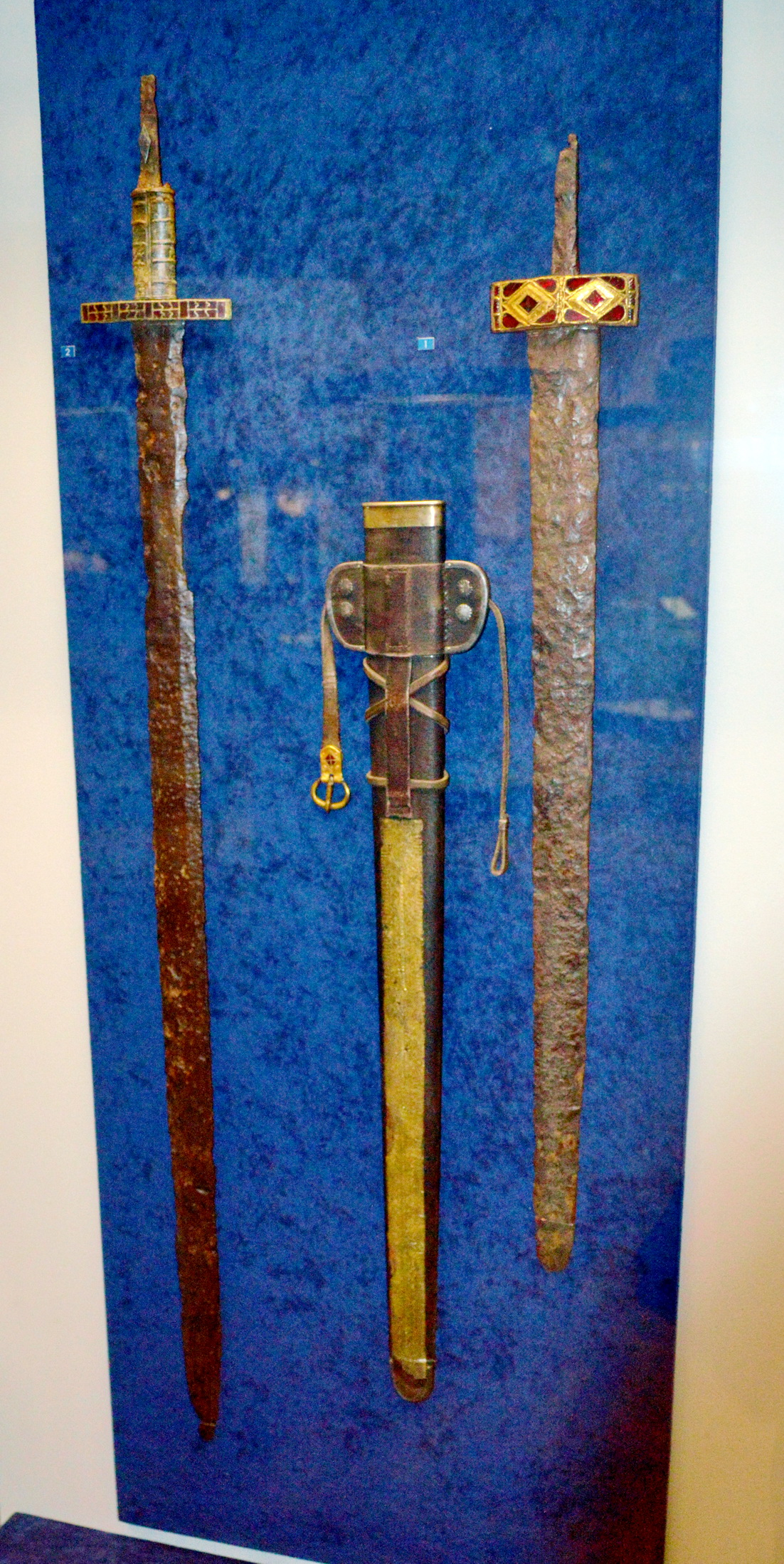
Byzantské meče 6.–7. století

Skutatoi nebo Skoutatoi, pojmenovaní podle velkého oválného nebo mandlovitého (kite) štítu, tvořili páteř byzantské armády. Jejich těžkou výzbroj tvořilo následující:
- Helma: ačkoliv se lišila podle období a regionu, většinou se jednalo o jednoduchý kus oceli s kroužkovou ochranou zátylku
- Kavádion (καβάδιον) a vamvákion (βαμβάκιον): látková výstelka brnění
- Lóríkion (λωρίκιον): kroužková nebo šupinová košile
- Klivánion (κλιβάνιον): typické byzantské brnění – šupinový nebo lamelární kyrys s pteruges („peřím“ – svislými ozdobnými pruhy látky nebo kůže od pasu téměř ke kolenům); termín později označoval jakékoliv brnění
- Epilóríkion (επιλωρίκιον): látka nošená přes brnění
- Kremesmata: silná látková suknice nošená od spodního konce kyrysu kvůli ochraně stehen
- Kontarion (κοντάριον): původně jezdecké kopí perských katafraktů postupně uzpůsobované pěchotnímu využití; 2,5–4metrové kopí používané prvními řadami každé chiliarchie (vojenská jednotka přibližně velikosti praporu, pojem zároveň označuje i používanou formaci)
- Skouton (σκούτον): velký oválný, později mandlovitý štít, plnil podobnou úlohu jako štít římských legionářů
- Spathion (σπαθίον): přímý nástupce starořímské spathy; dlouhý (70–90 cm), dvoubřitý meč později rozšířený o standardní křížovou záštitu
- Paramérion (παραμήριον): jednobřitý šavlovitý meč používaný spíše jako rezervní

#### Peltastoi
Lehká pěchota typicky vyzbrojená oštěpy nebo praky a lehkým štítem zůstala prakticky nezměněná od svého ustavení Alexandrem Velikým.

#### Toxotai a Psiloi

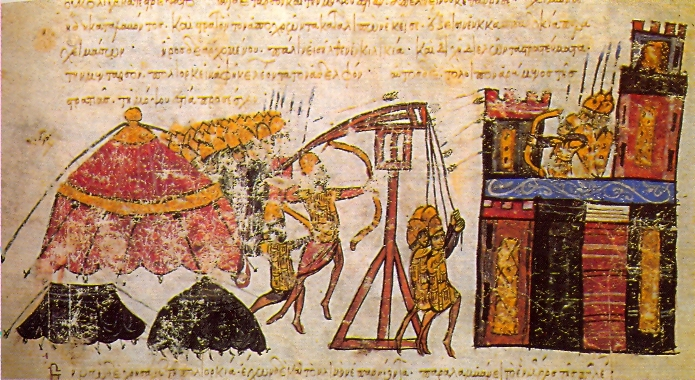
Obléhání pevnosti byzantskými jednotkami, lučištníky a trebuchetem, Madrid Skylitzes Ioanna Skylitza

Jako peltastoi, i lučištníci toxotai se od dob Alexandra příliš nezměnili. Zůstalo lehké brnění, kompozitní luk i důkladný výcvik, ale změnila se bojová role. Místo celých falang lučištníků nebo jen izolovaných skupin tvořili několik zadních řad chiliarchií, nejčastěji tři. Obvykle se rekrutovali z oblasti Trapezuntu (dnešního Trabzonu) nebo z jiných černomořských kolonií. Zbytek pěchoty se v průběhu času a vlivem prostředí velmi měnil a nepodléhá jednotné charakteristice s výjimkou minimální výzbroje. Ten byl označován jako psiloi, nicméně konkrétní obsah termínu není úplně jasný a občas označoval i těžší a organizovanější typy jako toxotai a peltastoi.

#### Varangové (Varjagové)

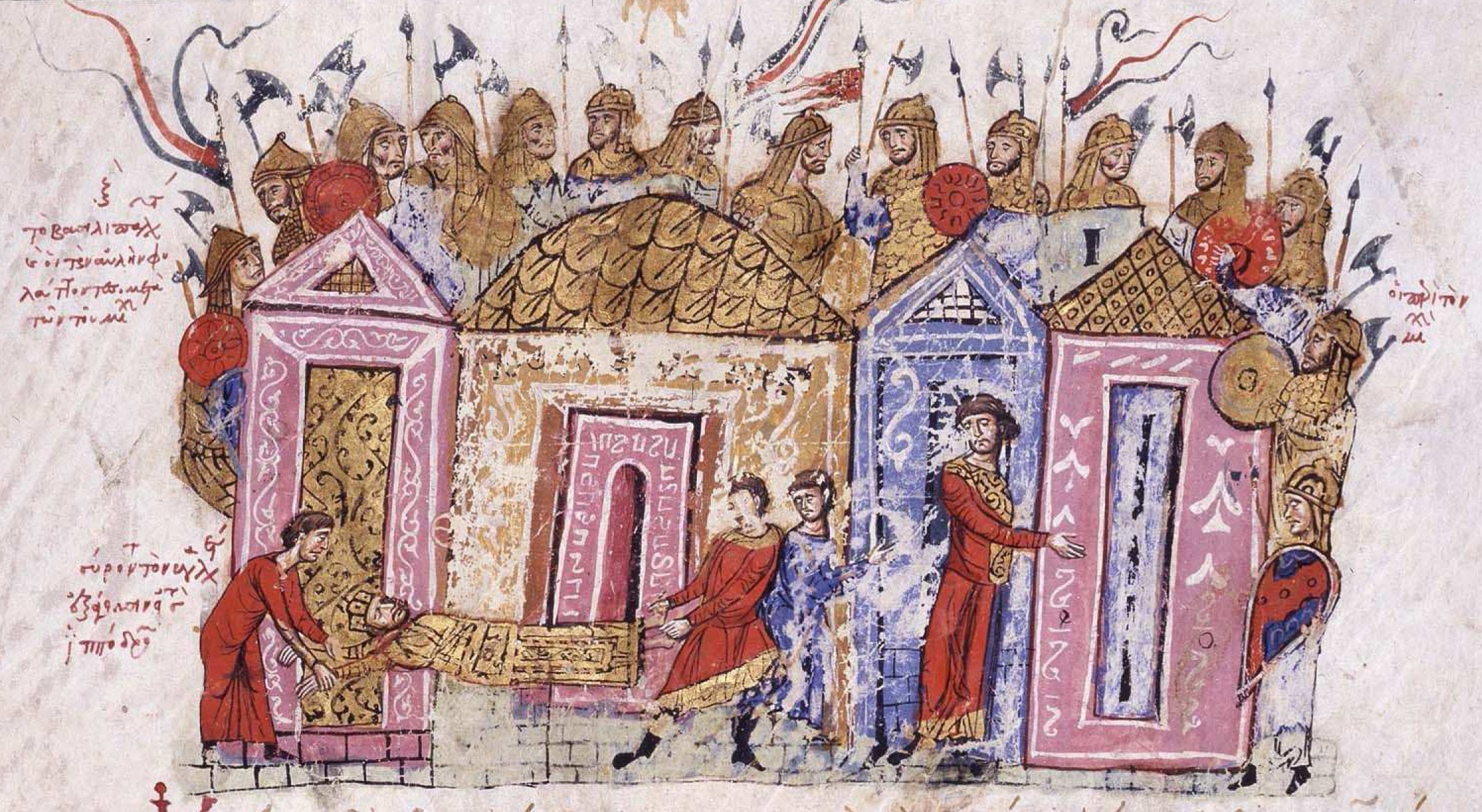
Varjažská garda z kroniky Madrid Skylitzes

Východořímské vojsko příliš neuplatňovalo koncept foedes (viz výše nebo foederati). Místo toho se císaři snažili buď integrovat kmeny na svém území do pravidelné armády, nebo je najímat jako žoldáky. I tak se ale postupně ustavilo několik jednotek složených z cizinců a bojujících mimo standardní strukturu Byzantské armády. Nejdůležitější z nich je Varangská garda, oficiální jednotka, jejíž příslušníci byli rekrutováni z okolních kmenů. Po většinu její existence sestávala z Vikingů, Slovanů a Germánů, po roce 1066 čím dál více z Angličanů. Typickou zbraní byla velká bojová sekera, relativně běžná zbraň mezi severnějšími barbarskými kmeny a zejména pro Angličany byla přímo charakteristická.
Od dob Basileia II. se jejich hlavní úlohou stala ochrana císaře, případně role elitní jednotky nasazované v kritických situacích. Jako osobní stráž se Varangové osvědčili, neboť neměli vazby na místní vládce a byli tak méně náchylní ke vzpourám nebo palácovým převratům. Jejich loajalita tak byla vázána jen penězi, proto si císařové dávali záležet, aby Varangové dostali svou mzdu.

### Organizace a formace
Hlavní operativní skupina pěchoty a zároveň typická formace Byzantské armády byla chiliarchie, podle řeckého chilia – tisíc. Obvykle byla tvořena přibližně 650 skutatoi a 350 toxotai. První linie se nazývala kontarius podle používaného kopí; jejím účelem bylo zadržet první útok nepřítele, zatímco další linie skutatoi se chovaly podobně jako legionáři – vojáci postupovali v těsné formaci, kryli se mohutným štítem a bodali před sebe. Zadní linie tvořili toxotai, ale jejich pozice i úloha se více měnila v závislosti na situaci, neobvyklé nebylo například předsunutí k útoku z dálky společně s peltastoi, aby se poté stáhli. V pozdějším období (750) přibyla ještě vyšší jednotka, Tagma (přibližný ekvivalent brigády), která sestávala ze 3–4 chiliarchií.
Chiliarchie zaujímaly formace podle aktuální situace. Standard tvořila buď linie o hloubce osm mužů, nebo falangovité čtverce 8×8, ale neobvyklá nebyla ani klínovitá formace, parentaxis (čtyři řady toxotai uprostřed kryté čtyřmi řadami skutatoi zepředu i zezadu) nebo foulkon (varianta římské želvy – testudo).

### Taktika
Nejběžnější taktika byla založená na Hannibalově, s velkým úspěchem použité u Cannae. Pěchota na středu v první fázi ustoupila, zatímco jízda (případně posílená křídla pěchoty, ale obvykle jízda) obklíčila nepřítele. I proto nebyla byzantská pěchota příliš ofenzivně orientovaná, měla především vydržet nápor nepřítele, kdežto těžká jízda měla zasadit rozhodující úder.
V případě, že nebylo možné nebo výhodné obklopit nepřítele, nebo v případě potřeby demonstrace síly proti slabšímu nepříteli, však došlo i na úder pěchoty. I v takové situaci zaujala pěchota střed bojiště se dvěma chiliarchiemi v klínové formaci, zatímco zbytek pěchoty kryl křídla a jízdní lučištníci (hippo-toxotai/equites sagittarii) podporovali čelní útok. Toxotai formaci nedrželi a útočili ještě před hlavním úderem skutatoi. Během střetu pěchot obou stran měla těžká jízda zničit nepřátelskou (za předpokladu, že nepřítel měl jízdu, např. Frankové), aby nakonec mohla rozhodnout i souboj pěchoty. Tato taktika byla úspěšně použita například proti Bulharům v roce 967.

## Jízda

### Typy a vybavení

#### Kataphraktoi

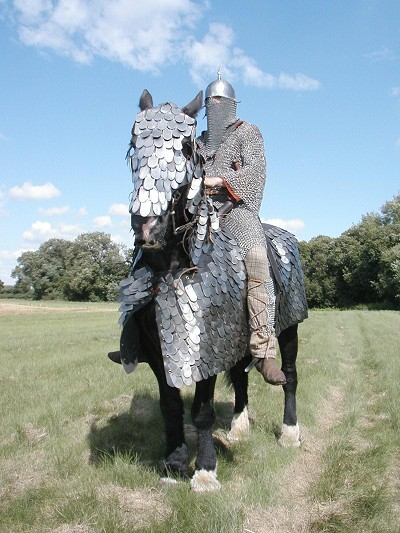
Sásánovský katafrakt v plném kroužkovém brnění a se šupinovým brněním pro koně

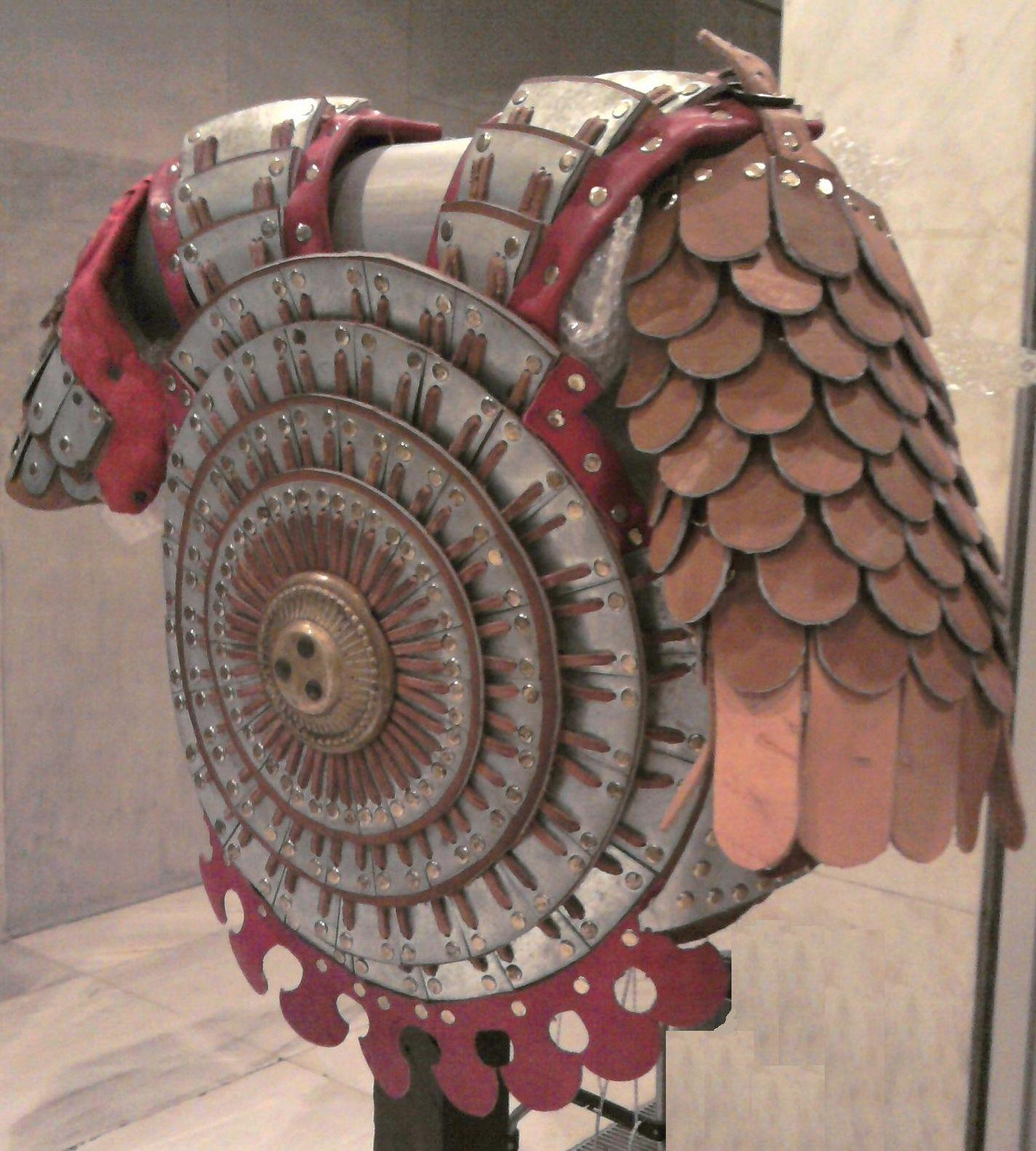
Klivánion z doby 10.–13. století, replika

Katafraktové byli těžce ozbrojení jezdci s kopím nebo lukem, kteří reprezentovali sílu a moc Konstantinopole stejným způsobem, jako legionáři moc Říma.
- Helma: kónickou přilbou s chocholem se spíše blížili východním, především perským jezdcům, z nichž vznikli
- Vamvakion: výstelka brnění stejná jako u skutatoi
- Lórikion a klivanion: základ brnění tvořila kroužková nebo šupinová košile sahající až ke kolenům, přes kterou byl navlečen ještě lamelární kyrys, jenž byl identický s pěchotním (od klivanionu je odvozen alternativní název pro těžkou jízdu ještě z římských dob – clibanarii)
- Končetiny: kožené rukavice, rajtky a boty poskytovaly lepší ochranu než látkové oblečení, ale nohy byly často kryté ještě šupinovým nebo kroužkovým brněním nebo brněním pro koně
- Kůň: charakteristickým rysem katafraktů bylo celkové brnění koně, nejčastěji šupinové nebo kroužkové
- Štít: malý, kulatý thyreos byl pevně připevněn k paži, aby obě ruce zůstaly volné k boji; kromě ochrany sloužil také jako poznávací znamení pomocí barev a insignií jednotky
- Plášť: přes ramena visel plášť v barvách jednotky, někdy ještě doplněný o odlehčený epilórikion
- Kontarion/kontus: relativně dlouhé (až 4m) jezdecké kopí nejprve uzpůsobené obouručnímu držení, přičemž jezdec využíval speciálních popruhů, které ho držely v sedle (před příchodem třmenů, poté pomocí třmenů); v době pozdně římské a první poloviny existence Východořímské říše přetrvalo v prakticky nezměněné podobě převzaté od perských katafraktů, okolo 11.–12. století jednoruční s uchycením ještě pod paží (podobně jako dřevec nebo kopí západních rytířů)
- Spathion: identický s pěchotním
- Luk: kompozitní, stejný jako u toxotai
- Záložní zbraň: sekera a/nebo dýka

Nepoužívané zbraně včetně kopí byly připevněny k sedlu, které od kontaktu s Avary zahrnovalo i třmeny – nejzásadnější pokrok vlastní jízdy. Oproti předchůdcům se Východořímská říše soustředila na šlechtění koní, jelikož kvalitní váleční koně byli jednou z bezpečnostních priorit.

#### Lehká jízda
Byzanc využívala celou škálu typů lehké jízdy k doplnění (a vyrovnání nedostatků) katafraktů, stejně jako Římská říše využívala různé typy lehké pěchoty, rekrutované tradičně z porobených národů, k doplnění legionářů (auxilia). Ovšem dlouhá předchozí zkušenost přiměla Byzanc, aby se vyvarovala závislosti na nespolehlivých žoldácích nebo momentálně spřízněných kmenech, a proto byla i lehká jízda rekrutována převážně z vlastního obyvatelstva. S tím souvisí i celkový úpadek armády okolo 11. století, kdy nastala krize doléhající především na obyčejné obyvatele, což mělo za následek větší využívání žoldáků.

Tento typ jízdy byl využíván především k průzkumu, nájezdům, šarvátkám a dorážení utíkajícího nepřítele. Jak běžící pěchota, tak protivníkova lehká jízda byly pro těžce obrněné katafrakty příliš rychlé. Oproti katafraktům trénovaným v boji s kopím, mečem i lukem, byla lehká jízda úžeji specializovaná, byť rozdílnější v používaném vybavení. Od katafrakta se očekával frontální útok s kopím, boj jezdce proti jezdci s mečem i podpora z dálky pomocí luku, zatímco jednotlivé typy lehkých jezdců cvičili jen s jednou nebo dvěma zbraněmi podle momentální dostupnosti, schopností i potřeby úkolu, jež byla variabilnější než u těžké jízdy. Běžné byly projektilové zbraně jako luky, praky nebo oštěpy, jejichž uživatelé byli nejčastěji označováni jako hippo-psiloi neboli psiloi hippeutes. Další variantou byla jízda s lehkým, snadno mrštitelným kopím, taktéž využívaná od dob Alexandra Makedonského (ve starořeckých armádách známá jako prodromoi). Konkrétní podoba byla závislá především na místních podmínkách, kdy se vojevůdci snažili maximálně využít jak vlastností místních kmenů, tak i dostupných zbraní a schopností vojáků. Pojednání O šarvátkách (De velitatione) císaře Nikefora II. Fokase explicitně zmiňuje expilatores (z latiny, doslova lupič nebo plenitel), což však označuje jízdního průzkumníka. Z pravidelných jednotek jsou popisováni pouze trapezites (podle starořeckého jména Trapezous pro dnešní turecké město Trabzon, později hlavní město jednoho z od Byzance odštěpených států – Trapezuntu), „Armény zvaní tasinarioi“, jejichž úloha byla konstantně útočit na oddělené části nepřátelské armády a její zásobování a mimo bitvy drancovat nepřátelské území, případně shánět potravu pro vlastní armádu.
Pokud nastala zvýšená potřeba lehké jízdy, vojevůdci se často uchylovali k výcviku toxotai k jízdě na koni (hippo-toxotai neboli equites sagittarii) spíše než na rekrutování odjinud nebo najímání žoldáků nad bezpečnou úroveň. Když už však došlo na cizí jednotky, preferovaní byli jezdci stepních národů jako Sarmati, Skytové a Chazaři, později také Pečeněhové a Kumáni. Známí pro svoji jízdu byli také Arméni s tasinarioi, z nichž významné množství žilo na území říše, obzvláště před seldžuckým vpádem do Anatolie.

### Organizace a formace
Jako páteři i symbolu Východořímské armády, výcviku jezdců byla věnována zvláštní pozornost a i významná část strategie se odvíjela od jejich schopnosti provádět komplexní manévry, často nedostupné méně vycvičeným a disciplinovaným armádám. Přestože část katafraktů (kataphraktoi/clibanophori/clibanarii) mohla být exkluzivně lučištnická nebo kopinická, většina byla vybavena obojím. Hlavní taktická jednotka se nazývala numerus (někdy také arithmos nebo banda) a čítala 300–400 mužů podobně jako římské kohorty. Numeri se řadily do formací hlubokých 8–10 mužů, v boji tak připomínaly jízdní falangu. Byzantinci si uvědomovali nevýhody takové formace, například malou flexibilitu, ale považovali jak psychologický, tak i silový efekt velikosti formace za přijatelnou kompenzaci.

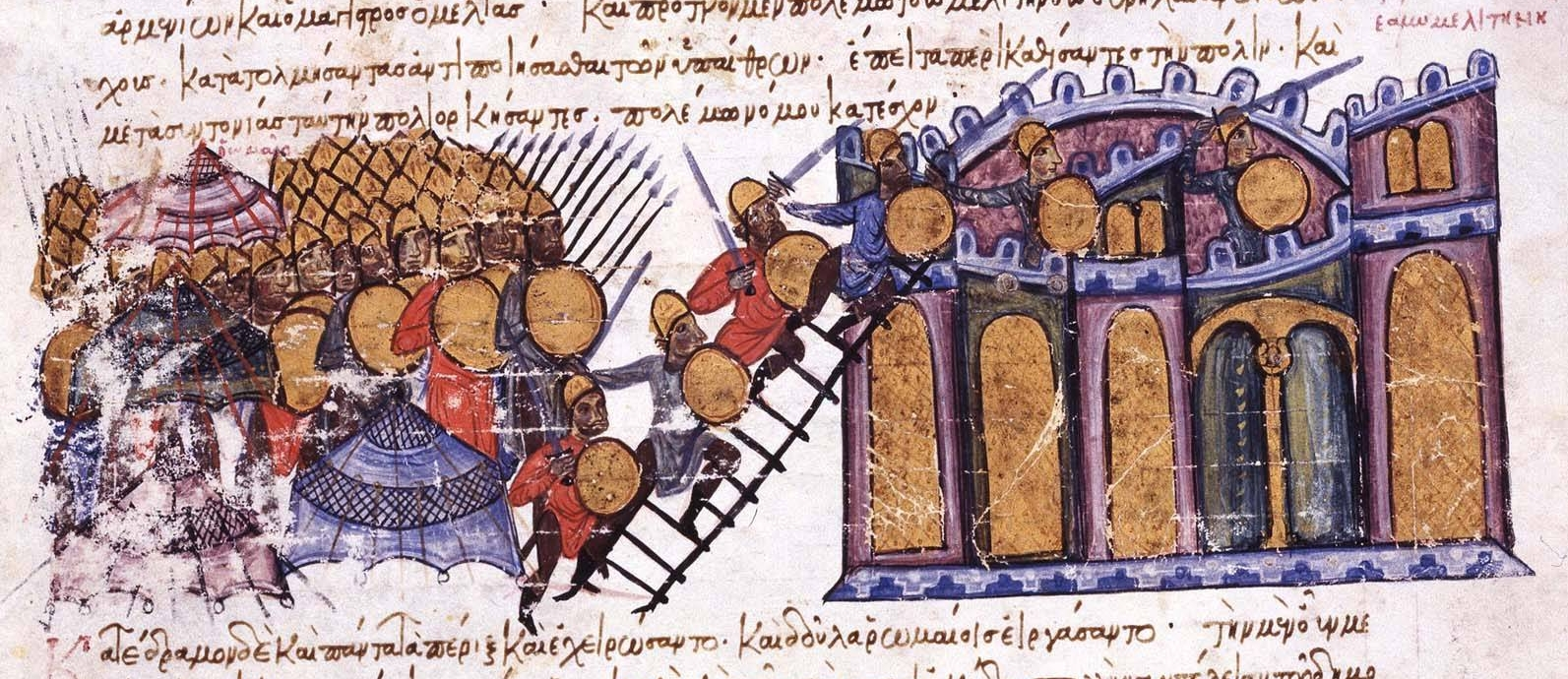
Obléhání Meliténé roku 934, Madrid Skylitzes

V pojednání O šarvátkách připisovaném císaři Nikeforovi II. (možná psané jeho bratrem Leem) je stanoveno, že jakýkoliv expediční sbor Východořímské říše musí mít minimálně 8200 jezdců plus 1000 jezdců císařovy osobní armády. Oněch 8200 jezdců má být rozděleno do 24 skupin celkem, ve čtyřech blocích po šesti numeri na každé světové straně pochodující armády. V případě nižšího počtu jezdců se nedoporučuje iniciace jakékoliv ofenzivní operace.
Při frontálním útoku na silnou pozici nepřítele se nejčastěji používala klínovitá formace specifických proporcí. První linie klínu sestávala z 25 mužů, druhá ze 30, třetí ze 35 a od 40 pak po desítkách na řadu až do 8.–10. Ještě z velké vzdálenosti (200–100 m) první řady vystřelily z luku, aby vytvořily slabší místo v nepřátelské armádě, na které pak plné rychlosti najel celý klín s dlouhými kontariony. Po takovém útoku se nepřátelská pěchota nezřídka dávala na útěk nebo bojiště převzala vlastní pěchota, což dávalo jízdě dostatek času na přeskupení nebo stažení.

### Taktika
Vzhledem k velkým rozdílům jak během různých období, tak mezi jednotlivými protivníky nelpěli vojevůdci na konkrétní taktice pro katafrakty na vyšší úrovni než formace. Nejběžnější však bylo postavení čtyř numeri okolo jádra pěchoty, dva po stranách a dva vzadu vlevo a vpravo, čímž zajišťovaly zároveň boční ochranu i rezervu a zadní voj.
Oproti frontálnímu útoku bylo preferovanou taktikou obklíčení, případně útok zezadu – taktika podobná Alexandrově „kladivu a kovadlině“ nebo Hannibalově u Cannae (Kann). Avšak významným pokrokem byla podpora lučištníků, jak pěších, tak i v prvních liniích každého numeru – v okamžiku oslabené pozice nepřítele vytáhli kopí a začali nabírat rychlost k útoku, zatímco další řady numeru postupně vypálily další salvy, než taktéž najely na nepřítele. Ten pak neměl žádnou „dobrou“ obranu – těsnější formace, která by pomohla proti kopiníkům, zase znevýhodňovala proti salvám lučištníků; pokud by se naopak roztáhli, katafraktové s kontariony by pak měli jen minimální námahu s vybíráním cílů po jednom. Často už začátek rozjezdu katafraktů stačil k obrácení nepřítele na útěk, a operaci potom nebylo nutné dokončit. Méně výhodné bylo nasazení katafraktů proti nepřátelské jízdě, nicméně v takové situaci se projevovalo jiným národům často nedostupné brnění a lepší výcvik.
Při střetu se silnou jízdou se však nasazoval ještě jeden typ taktiky – fingovaný ústup (v principu nijak odlišné od fingovaného ústupu pěchoty použitého u Cannae). Boční numeri projížděly okolo nepřítele a střílely z luků, dokud je nezačala pronásledovat protivníkova jízda (okopírováno od Parthů). Mezitím se zadní numeri přichystaly k okrajům formace pěchoty. V okamžiku, kdy pronásledující nepřátelská jízda minula pěchotu, jí vpadly zadní numeri do týla. Pronásledovatel pak musel zastavit a čelit této nové hrozbě, zatímco původně pronásledované numeri se otočily a znovu zaútočily na nepřítele. Po nebo během nájezdu druhé skupiny se první skupina, původně schovaná za pěchotou, přesunula o něco více směrem do bojiště, čím protivník zůstal obklíčen ze všech stran mezi dvěma skupinami jízdy a hlavním tělem pěchoty. Podobnou taktiku využil Caesar u Pharsalu v roce 48 př. n. l. proti silnější Pompeiově jízdě, ale k dokonalosti ji pak dovedl Saladin a mongolská armáda.
Proti těžce obrněné nepřátelské jízdě, která by nemusela být poražena ani předchozí cestou, nasazovali Byzantinci pěchotu. Skutatoi často představovali nejdisciplinovanější vojáky na bojišti, navíc při postupném etablování kontarionů jakožto pěchotní zbraně i typu pěchoty byla byzantská pěchota zdatným soupeřem těžké a/nebo šokové jízdy. V okamžiku, kdy se objevilo oslabené místo v protivníkových řadách, pěchota se na pokyn „aperire spatia“ (uvolnit prostor) rozestoupila a umožnila tradiční útok katafraktů. Tato taktika byla s úspěchem využívána např. proti Vandalům nebo Avarům.

## Byzantské Umění války
Století válčení umožnila Byzantincům sestavit nespočet pojednání a manuálů o válečnictví, které zahrnovaly doporučené postupy proti prakticky všem tradičním nepřátelům.
Nejznámější z nich, Tactica Leona VI., nabízí následující instrukce:

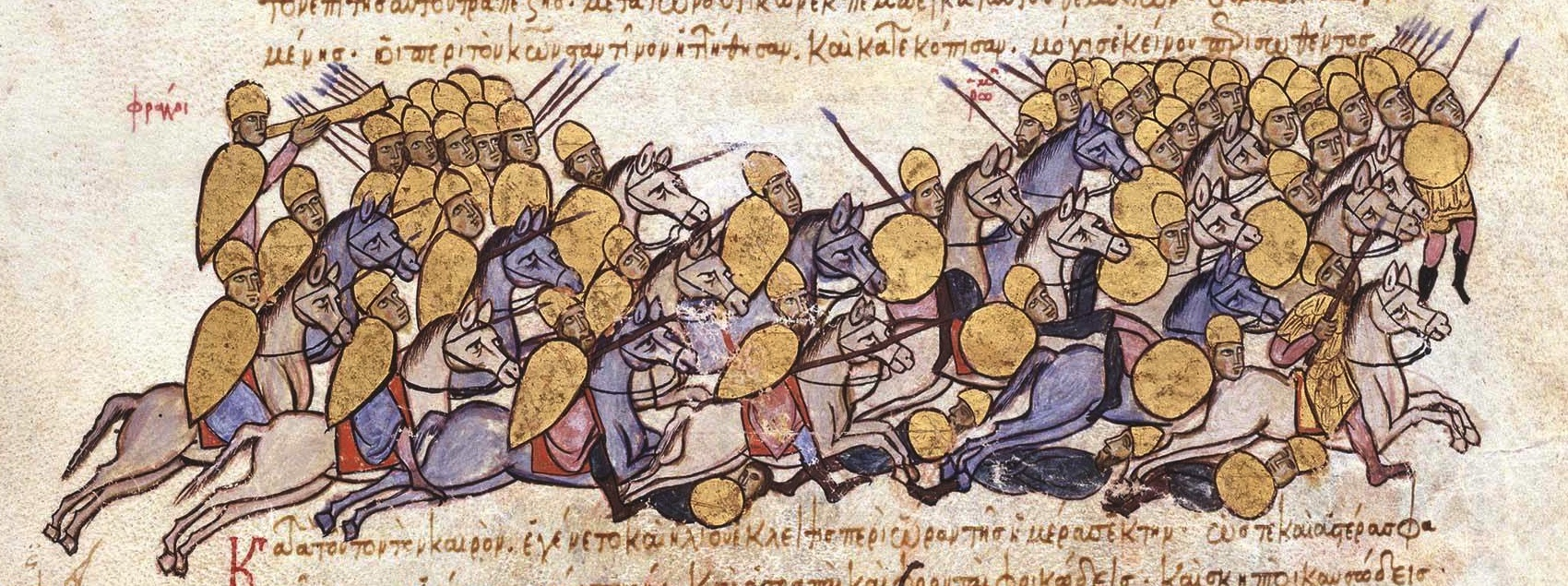
Langobardská jizda poráží byzantskou armádu, Skyllitzes Matritensis od Ioanna Skylitza

- Silnou stránkou Langobardů a Franků (druhý název označoval prakticky jakýkoliv západoevropský národ) byla těžká jízda (v pozdějších fázích typičtí rytíři), jejíž přímý útok byl potenciálně zdrcující, proto se v ideálním případě nedoporučoval přímý střet vůbec, o to méně pak vyrovnaná bitva. Místo toho příručka upozorňuje na jiné nedostatky takové armády – špatnou disciplínu, prakticky žádnou organizaci, podceňování průzkumníků a nedostatečné obranné prvky v táborech. Proto se byzantskému generálovi doporučovalo široké spektrum léček a pastí nebo nočních přepadů. Při vynucené bitvě se měl uchýlit právě k některé variantě fingovaného ústupu, typicky jízdní variantě popsané výše, jelikož nedostatečná disciplína a téměř nulová organizace znemožňovaly „Frankům“ prohlédnout nebo zabránit léčce. Dalším nabízeným postupem bylo protahování tažení a boj na nehostinném území (v krajním případě spálená země), kde si primitivní úroveň logistiky vynutí roztříštění nepřátelské armády na menší skupiny shánějící jídlo, které pak mohou být poraženy jedna po druhé.
- Taktéž Maďaři a Patzinakové (Pečeněhové) byli známí svojí jízdou, avšak spíše pro lehce nebo vůbec obrněné menší skupiny s luky, oštěpy a scimitary. Bojovali v bandách a z dálky; k čelnímu útoku se uchylovali, jen když jejich jízdní lučištníci vytvořili slabé místo. Proto se vojevůdcům doporučovalo, aby tuto taktiku otočili nasazením toxotai, jejichž luky byly větší a dostřelily dál – nepřátelští jezdci by se pak museli přiblížit až na dosah výpadu katafraktů, pokud by chtěli opětovat palbu toxotai svými jezdeckými luky. Zároveň však manuál varuje před pronásledováním nebo riskantními výboji obecně, protože zmíněné národy s oblibou používají předstíraný ústup i jiné druhy léček. Na pozoru se generál musí mít také před značnou mobilitou nepřítele – lehká jízda je schopna se rychle přesunout a zaútočit z neočekávané strany. Proti nočním přepadům je doporučenou obranou rozbíjení tábora v pozicích znemožňujících útok alespoň z jedné strany, například u skal, řeky nebo močálu. Ofenziva by se měla provádět koncem zimy nebo začátkem jara, kdy jsou nepřátelští koně nejzesláblejší nedostatkem čerstvé trávy.

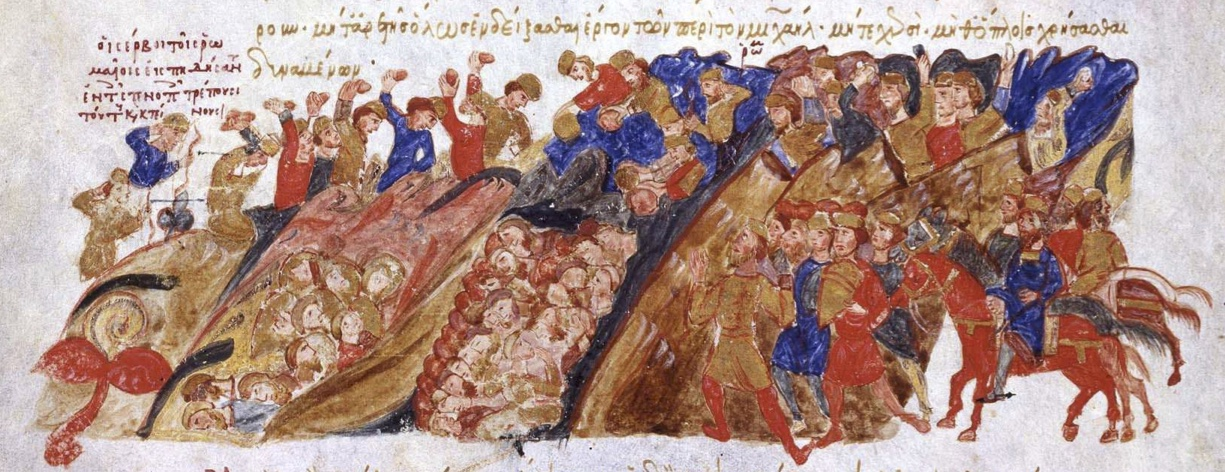
Srbové masakrují Byzantince v horských průsmycích, Madrid Skylitzes od Ioanna Skylitza

- Slovanské kmeny jako Srbové, Chorvati nebo Slovinci sice bojovaly jako pěší, ale hornatý terén Balkánu byl na jejich straně, takže ofenziva do jejich území se nedoporučovala. Strmá údolí se nabízela k léčce, kde i malé množství lučištníků a/nebo kopiníků mohlo zaměstnat nebo porazit několikanásobně větší armádu. V případě nutnosti útoku je potřeba věnovat zvýšenou pozornost průzkumu a táhnout v zimě, protože jednak jsou ve sněhu lépe vidět stopy a pohyb vojsk, jednak je snazší přístup k usedlostem v močálovitých oblastech. Ohledně přímého střetu kniha poznamenává, že Slované nemají prakticky žádné brnění a jejich pěchota chráněná pouze dřevěným štítem tak může být rozprášena katafrakty.

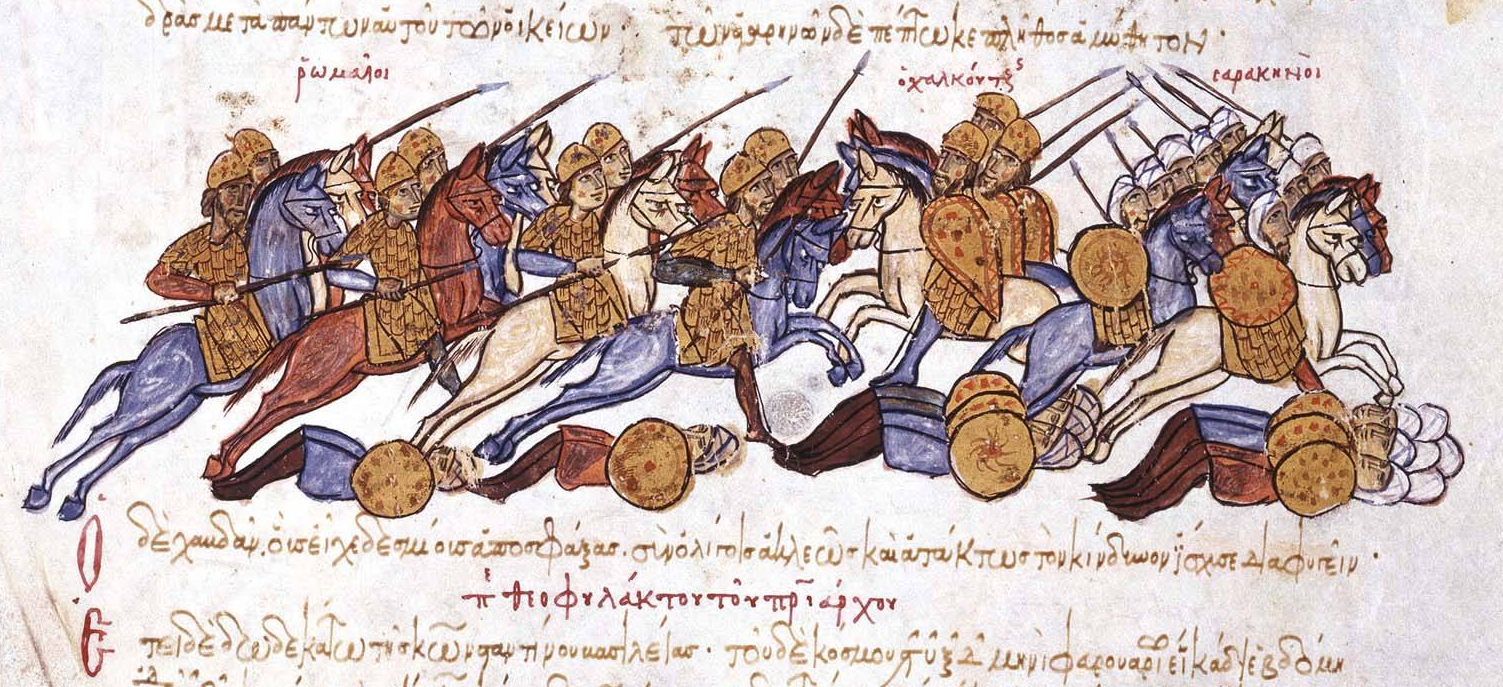
Byzantinci porážejí Araby, Skyllitzes Matritensis Ioanna Skylitza

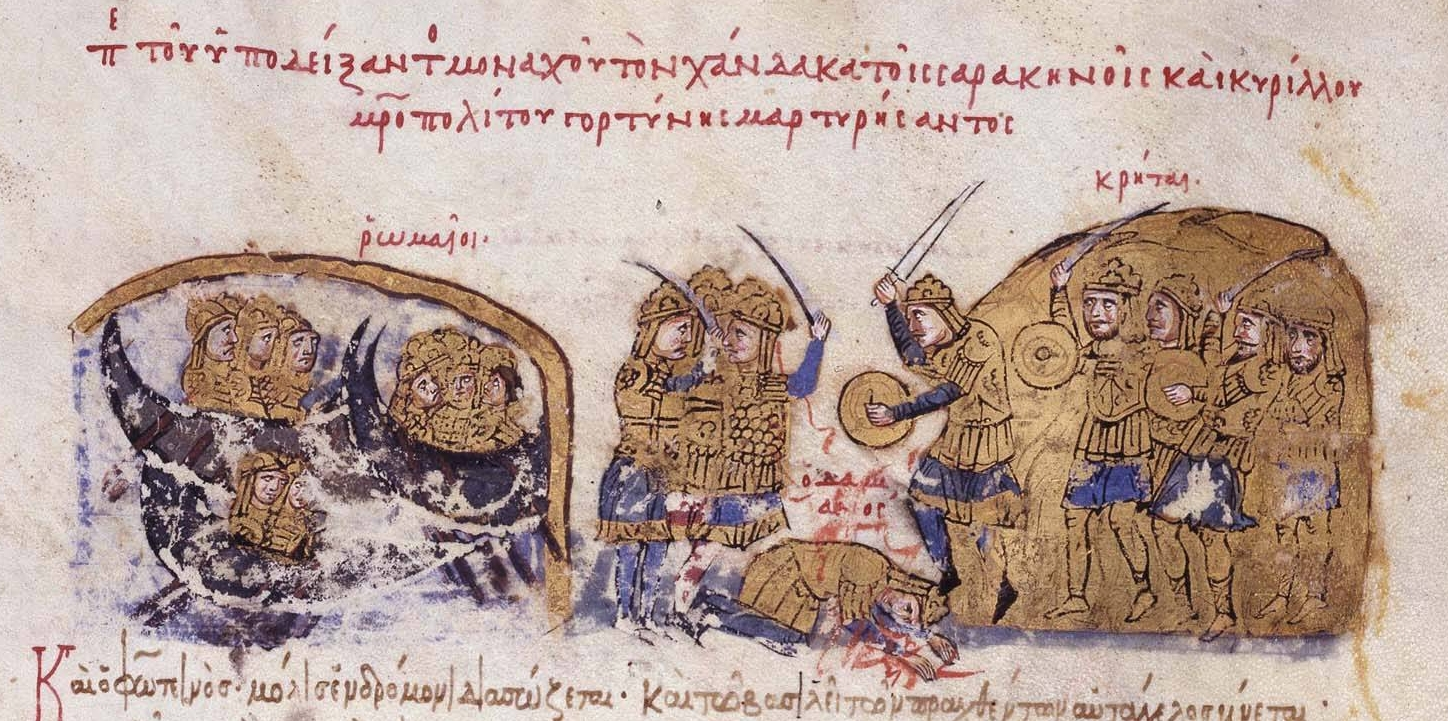
Saracéni z Kréty porážejí Byzantince, Skyllitzes Matritensis Ioanna Skylitza

- O Saracénech se soudilo, že jsou nejnebezpečnější z tradičních nepřátel. Leon poznamenává, že: „Z našich protivníků projevili nejlepší schopnost přizpůsobit se a adaptovat náš vlastní styl boje, tudíž jsou pro nás nejnebezpečnější.“ Kde v prvních bojích pomáhal náboženský zápal, tam v období Leonovy vlády (886–912) přejali mnoho z byzantského vybavení i taktiky, převážně na poli jízdy. O jejich pěchotě nemá Tactica vysoké mínění, špatná výzbroj, výcvik i organizace ze saracénské pěchoty dělá dobrý cíl pro disciplinované skutatoi. Podstatně nebezpečnější lehká i těžká jízda by měla být poražena kvalitnějšími jízdními lučištníky a v boji na blízko lépe obrněnými katafrakty. Porážky v a za pohořím Taurus přiměly Saracény, aby se vzdali pokusů o trvalé dobytí území v západní Anatolii a místo toho se soustředili na bleskové nájezdy za účelem plenění. Právě pro takovou situaci, která činila nepružné byzantské armádě největší problémy, existovalo více doporučovaných postupů. V okamžiku nájezdu by měl vojevůdce shromáždit jízdu z nejbližších themes (ať už ve smyslu vojenského uskupení nebo okrsku), což sice nestačilo na poražení nájezdníků, ale účelem bylo zabránit oddělení menších skupin od nepřátelské armády a tím pádem omezit rabovací dosah Saracénů. Mezitím mohl vojevůdce shromáždit řádnou armádu a buď vyvolat bitvu, nebo zablokovat únikovou cestu obsazením tauruských průsmyků, kde by měl výhodu terénu a hraničních pevností. Další možnost znamenala podniknutí protiútoku podél Tarsu do nepřátelského území – saracénská armáda se často při zprávě o útoku na domovské teritorium otočila a vrátila se k obraně vlasti. Poslední taktika se zabývá případem, kdy se podaří shromáždit dostatečnou armádu, až když jsou Saracéni na odchodu i s kořistí. Potom se doporučuje podniknout noční útok ze tří stran a nechat ústupovou cestu směrem do nepřátelského území, jelikož překvapení vojáci spíše využijí nabídnutou možnost útěku a nechají kořist ležet.